# Ralph Forbes
Ralph Forbes Taylor (Londres, Inglaterra; 30 de septiembre de 1904 - El Bronx, Nueva York; 31 de marzo de 1951) fue un actor teatral y cinematográfico británico, habitual en producciones realizadas en los Estados Unidos. 

## Biografía
Sus padres eran E. J. Taylor y la actriz Mary Forbes, siendo su hermana la también actriz Brenda Forbes. Como consecuencia de un accidente ocurrido en el campo de fútbol del Denstone College, en Staffordshire, a Forbes le quedó de por vida una cicatriz en su mejilla. 
En contra de lo usual en otros actores, Forbes se inició en el cine, pasando posteriormente al teatro. En Estados Unidos actuó en escena con la actriz Ruth Chatterton, que más adelante sería su esposa.
En sus últimos años trabajó como actor teatral en el circuito de Broadway, siendo una de sus últimas actuaciones en ese campo la que llevó a cabo en la obra de George Bernard Shaw You Never Can Tell en 1948. 
Forbes se casó en tres ocasiones. En 1924 lo hizo con la actriz Ruth Chatterton (11 años mayor que él), con la que estuvo hasta 1932. En 1934 se casó con otra actriz, Heather Angel, de la que también se divorció, y en 1946 tuvo su último matrimonio, con la también actriz Dora Sayers.
Ralph Forbes falleció en 1951 en el Hospital Montefiore del barrio del Bronx, en la ciudad de Nueva York, tras varias semanas enfermo. Tenía 46 años de edad. Sus restos fueron incinerados, y las cenizas entregadas a sus allegados.

## Selección de su filmografía
- Comin' Thro' the Rye (1923)
- Reveille (1924)
- Beau Geste (1926)
- The Enemy (El enemigo) (1927)
- The Actress (La actriz) (1928)
- The Trail of '98 (La senda del 98) (1928)
- The Green Goddess (1930)
- Juego limpio (Mamba, 1930)
- Papá solterón (The Bachelor Father, 1931)
- La llama eterna (Smilin' Through 1932)
- Hacia las alturas (Christopher Strong, 1933)
- El misterioso Sr. X  (Mystery of Mr. X 1934)
- Deslices (Riptide, 1934)
- Las vírgenes de Wimpole Street (The Barretts of Wimpole Street, 1934)
- La comedia de la vida (Twentieth Century, 1934)
- La Fiesta de Santa Barbara, corto (1935)
- Por la dama y el honor (The Three Musketeers, 1935)
- María Estuardo / María Estuardo, reina de Escocia (Mary of Scotland, 1936)
- Romeo y Julieta (Romeo and Juliet, 1936)
- El último adiós a la señora Cheyney (The Last of Mrs. Cheyney, 1937)
- El mastín / perro / sabueso de los Baskerville (The Hound of the Baskervilles, 1939)
- La vida privada de Elizabeth y Essex / Mi reino por un amor (The Private Lives of Elizabeth and Essex, 1939)
- La torre de Londres (Tower of London, 1939)
- El pirata y la dama (Frenchman's Creek, 1944)